# Пиколунго (Болцано)
Пиколунго (итал. Piccolungo) је насеље у Италији у округу Болцано, региону Трентино-Јужни Тирол.
Према процени из 2011. у насељу је живело 15 становника. Насеље се налази на надморској висини од 220 м.